# Onobrychis argyrea
Onobrychis argyrea är en ärtväxtart som beskrevs av Pierre Edmond Boissier. Onobrychis argyrea ingår i släktet esparsetter, och familjen ärtväxter. Inga underarter finns listade i Catalogue of Life.